# موقوفه ملی برای دموکراسی

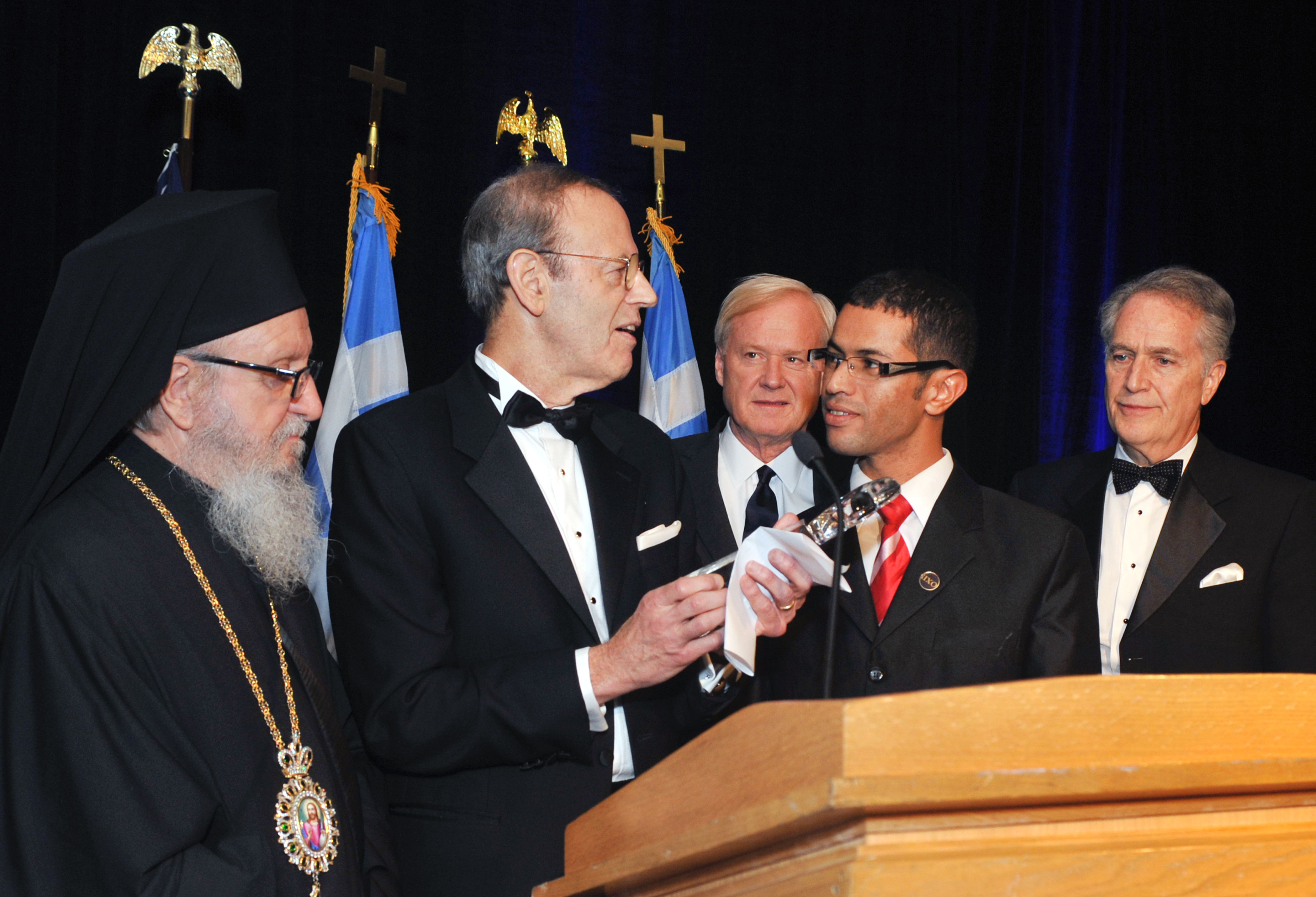
رئیس این نهاد.

موقوفه ملی برای دمکراسی یک سازمان قدرت نرم آمریکایی است که در ۱۹۸۳ برای ترویج دمکراسی پایه‌گذاری شد. این نهاد هرساله از کنگره آمریکا در زیرمجموعه نمایندگی ایالات متحده برای توسعه بین‌المللی در وزارت امور خارجه آمریکا بودجه دریافت می‌کند. گرچه مدیریت این نهاد خصوصیست، اما بودجهٔ آن اکثراً از طریق دولت می‌آید.

## منبع بودجه
در شروع دههٔ ۱۹۸۰ موقوفه ملی برای دمکراسی تأسیس شد که هم‌زمان با ریاست جمهوری ریگان در آمریکا بود.
NED از ۱۹۸۴ تا ۱۹۹۰ سالانه ۱۵ تا ۱۸ میلیون دلار و از ۱۹۹۱ تا ۱۹۹۳ سالانه ۲۵ تا ۳۰ میلیون دلار بودجه مورد تصویب کنگره می‌گرفت. در آن زمان این بودجه از طریق سازمان اطلاعات مرکزی آمریکا می‌آمد. در ۱۹۹۳ پس از این که مجلس نمایندگان بودجه اش را قطع کرد این منبع از دست رفت و بودجه بعداً از طریق کمپین هوادارانش حفظ شد.

## هیئت مدیره
هیئت مدیره موقوفه گستره وسیعی از کسانی ست که سابقاً در کنگره سمتی داشته‌اند. همچنین استادان علوم سیاسی نظیر اندرو نیتن و فرانسیس فوکویاما و آذر نفیسی.

## انتقادات
انتقادات از این سازمان شامل فقدان بازبودن و پاسخگویی عمومی در خصوص نحوهٔ مدیریت میلیون‌ها دلار بودجه‌ای است که از مالیات دهندگان می‌گیرد. ران پال هم در مخالفت با بودجهٔ آن در سال ۲۰۰۵ گفت که این سازمان ربط اندکی به دمکراسی دارد. سازمانی است که با تأمین بودجهٔ احزاب سیاسی یا جنبش‌های مطلوب خارجی پول مالیات آمریکا را در واقع برای واژگون ساختن دمکراسی مورد استفاده قرار می‌دهد. این سازمان «انقلاب‌های رنگی مردمی» خارجی را تأمین بودجه می‌کند که بیشتر شبیه صفحاتی از نوشته‌های لنین در خصوص قدرت ربایی است تا جنبش‌های اصیل دمکراتیک.